# 崔贊
崔贊，三國时期曹魏的政治人物，博陵安平人（今河北省衡水市安平縣）。出自博陵崔氏，是崔寔的曾孫、崔洪的父親。

## 生平
崔贊早年與許允知名於冀州。王基曾向司馬師推薦許允、傅嘏、袁侃和崔贊等人，認為他們正直不同流合汙，是從政的良佐。司馬師接納了。崔贊在曹魏當官，官至吏部尚書、左僕射。
崔贊曾與群臣和魏帝曹髦討論漢高帝與少康的優劣。甘露元年，魏帝曹髦於太極東堂饗宴群臣，與侍中荀顗、尚書崔贊、袁亮、鍾毓、給事中中書令虞松等討論禮典。魏帝傾慕少康，認為與漢高祖相比，少康更加優秀。荀顗、崔贊、鍾毓、虞松曾提出反對意見，而最終群臣接受了魏帝曹髦的見解。
崔贊以雅量而被人稱道，曾勸許允以「處世太盛」為戒。

## 家族
- 高祖父：崔瑗
- 曾祖父：崔寔
- 兒子：崔洪